# 死角 (1969年電影)
《死角》，為1969年香港邵氏公司出品，張徹執導之電影。

## 劇情簡介
不羈青年張純（狄龍飾）與好友大衛（姜大衛飾）、瑪莉（于倩飾）乘車出遊，途中邂逅富家女溫柔（李菁飾），兩人一見鍾情，繼而深入交往。一日張純與溫柔於歸途中目擊警察追捕逃犯，張純更拾獲逃犯所遺留手槍。
溫柔之兄溫強（陳鴻烈飾）不喜張純，透過其人脈對張純就職處施壓，但兩人不顧溫強反對繼續來往。某日溫柔貪玩女扮男裝，欲與張純同往咖啡座觀光，不料為咖啡座女郎識破，張純在咖啡座大打出手，被警察拘捕送至警局。溫強得聞後大怒，率眾痛毆張純，並禁止溫柔與張純見面。張純心有不甘，同大衛乘車前往溫宅欲見溫柔，卻又遭溫強一眾毆打，大衛傷重不治。
事至此張純忍無可忍，遂取出早前拾得之手槍，前往溫宅射殺溫強。其後張純雖全身而退，但卻在再次約溫柔相見時為警方尾隨跟蹤而至，在一片混亂中，張純喪命於亂槍之下。

## 人物角色
| 角色名稱 | 演員   | 備註         |
| -------- | ------ | ------------ |
| 張純     | 狄龍   |              |
| 溫柔     | 李菁   |              |
| 大衛     | 姜大衛 | 張純友       |
| 瑪莉     |        | 張純友       |
| 溫強     | 陳鴻烈 | 溫柔兄       |
| 張母     | 陳燕燕 | 張純母       |
| 經理     | 井淼   | 進德洋行經理 |
| 楊主任   | 房勉   |              |
|          | 顧文宗 | 富豪         |
|          | 葉寶琴 | 女秘書       |
|          | 王丹   | 咖啡座老闆   |
|          | 郭慧娟 |              |
|          | 潘愛倫 | 舞女         |
|          | 黃青雲 | 舞女         |
|          | 王光裕 | 警長         |
|          | 李壽祺 | 探長         |
|          | 陳星   | 逃犯         |
|          | 蘆葦   | 車行老闆     |
|          | 林正英 | 探長         |
|          | 杜永亮 | 探長         |
|          | 藍偉烈 | 探長         |
|          | 午馬   | 進德洋行職員 |
|          | 唐偉成 | 求職者       |
|          | 萬里   | 服飾店老闆   |
|          | 劉家榮 |              |
|          | 王钟   |              |
|          | 王青   | 溫強手下     |
|          | 袁和平 |              |
|          | 袁祥仁 |              |
|          | 黃培基 |              |
|          | 徐蝦   |              |
|          | 陳全   |              |
|          | 伍元勳 |              |

## 其他製作人員
- 助導：午馬
- 武術指導：唐佳、劉家良
- 燈光：關應全
- 化妝：方圓
- 錄音：王永華
- 佈景：曹莊生
- 作曲：王福齡
- 作詞：張徹

## 備註
1. 1 2  香港電影票房 1969 〔華語電影〕，〈香港電影票房全紀錄〉

## 外部連結
- 香港影庫上《死角》的資料（繁體中文）
- 豆瓣电影上《死角》的資料 （简体中文）
- 时光网上《死角》的資料（简体中文）
- 互联网电影数据库（IMDb）上《死角》的资料（英文）